# Anthony Tesquet
Pas d'image ? Cliquez ici

a Compétitions nationales et continentales officielles uniquement.

Dernière mise à jour le 5 octobre 2022.
Anthony Tesquet, né le 17 février 1986, est un joueur de rugby à XV français qui évolue au poste de demi d'ouverture au sein de l'effectif de l'Avenir valencien (1,75 m pour 80 kg).

## Biographie
Après sa carrière de joueur, Anthony Tesquet devient entraîneur du RC bassin d'Arcachon à partir de 2018.

## Carrière
- Jusqu'en 2007 : SU Agen
- 2007-2008 : US Montauban
- 2008 - 2010 : AS Béziers
- 2010 - 2014 : Avenir valencien
- 2014-2020 : Rugby club bassin d'Arcachon